# Île de Drake
L'île de Drake (en anglais : Drake's island) est une île de 2,6 hectares située dans le Plymouth Sound, l'étendue d'eau au sud de la ville de Plymouth, dans le Devon, en Angleterre.
Les roches qui forment l'île sont du tuf volcanique et de la lave, ainsi que du calcaire marin de la période du milieu du dévonien.
L'île est nommée d'après le navigateur Francis Drake.
Elle a servi de base fortifiée au XVIIe siècle, de prison, de centre religieux ou encore de centre de formation pour jeunes.